# Imunitní odpověď proti virům
Imunitní odpověď proti virům je nedílnou součástí funkce imunitního systému, na které se podílí, jak vrozená tak adaptivní složka imunity. Z přirozené imunitní odpovědi se jedná především o interferony I. typu, jejichž signalizační dráhy jsou spuštěny přes receptory rozpoznávající molekulární vzory (pattern recognition receptor, PRR): Toll-like receptory (TLR), NOD-like receptory (NLR) a RIG-I-like receptory (RLR). Z adaptivní imunitní odpovědi jsou to NK buňky a cytotoxické CD8+ T lymfocyty. 

## Přirozená imunitní odpověď proti virům
Interferony I. typu sekretované převážně dendritickými buňkami hrají hlavní roli v protivirové imunitní obraně. Virové složky jsou rozpoznávány řadou PRR, což jsou evolučně konzervované receptory rozpoznávající molekulární vzory asociované s patogeny (PAMP). 

### Receptory rozpoznávající viry
- Toll-like receptory (TLR3, TLR7, TLR8, TLR9)
  - TLR rozpoznávající virové komponenty se nacházejí uvnitř buňky na endoplasmatickém retikulu, dále také na endosomech a lysozomech. TLR3 rozeznává dvouvláknovou RNA, která se v buňky za normálních podmínek nevyskytuje, dale je schopen rozpoznat jednovláknové RNA a DNA viry. TLR3 signalizace je TRIF závislá vedoucí k aktivaci IFN regulačního faktoru 3 (IRF3) a produkci prozánětlivých cytokinů (NF-κB signalizace). TLR7 a TLR8 rozeznávají jednovláknovou RNA typicky se vyskytující na endosomech. K aktivaci těchto receptorů je potřeba okyselení uvnitř váčku. TLR9 rozeznává nemethylované CpG úseky DNA vyskytující se na bakteriální a virové DNA. Jedná se o jeden z mechanismů, jak je buňka schopna rozeznat cizí DNA od vlastí. Signalizační kaskádou i těchto drah dochází k ativaci IFN regulačního faktoru (IRF) a NF-κB transkripčního faktoru. [2]
- RIG-I-like receptory (RIG-I, MDA5)
  - RLR jsou cytoplazmatické receptory rozpoznávající virovou RNA. RIG-I (retinoic acid-inducible gene I) rozpoznává RNA úseky obsahující 3 fosfáty na 5´konci bez čepičky, krátké dvouvláknové úseky RNA a polyU motivy. Detekuje např. žloutenku C nebo spalničky. MDA5 (melanoma differentiation-associated gene 5) rozeznává dlouhé stabilní RNA úseky sloužící například jako replikační intermediáty. Detekuje např. viry z rodiny picornaviridae. [3]
- NOD-like receptory (NLR)
  - NLR rozpoznávají nejrůznější virové a bakteriální ligandy – např. peptidoglykany, RNA viry nebo flagelin. Aktivace těchto receptorů spouští 4 různé mechanismy: tvorbu inflamazomu, signalizační transdukci, autofágii a transkripční aktivaci. Inflamasom je multimerní protein aktivující kaspázu 1, která štěpením aktivuje prozánětlivý IL-1β a IL-18. Signální transdukcí dochází k aktivaci NF-κB dráhy a tvorbě prozánětlivých cytokinů. Zvýšenou transkripční aktivitou dochází k nadprodukci MHC molekul. Autofágií dochází k udržování homeostáze buňky. [4]

### Produkce interferonu I.  (IFN)
Podrobnější informace v článku interferon.
Signalizace vedoucí k produkci IFN je popsána výše. IFN I. typu jsou především antivirovou imunitní odpovědí. Interferonový signal se přenáší na další buňky, jsou tedy buňky rozpoznávající viry indukující interferonovou odpověď a poté jsou buňky reagující na produkovaný interferon skrz interferonový receptor za vzniku antivirového stavu buňky. Jedná se o časnou imunitní reakci. 

#### Interferon α
Produkován především plasmocytoidními dendritickými buňkamim(pDCs). 

#### Interferon β
Produkován ve velkém množství fibroblasty, které mají take schopnosti antivirové odpovědi.  

### Proteiny antivirového stavu buňky
Mezi prvními syntetizovanými proteiny za antivirového stavu buňky jsou proteinkináza R, 2´5´oligoadenylát syntetáza (OAS), RNáza L a RNA specifická adenosine deamináza (ADAR).
- Protein kináza R (PKR, DAI): hlavním cílem PKR je translační factor eIF-2α jehož fosforylace znemožňuje vazbu eIF-2β a dochází k inhibici translace.[5]
- 2´5´oligoadenylát syntetáza (OAS) a RNáza L: RNáza L je neustále přítomna v buňce, k její aktivaci je potřebná přítomnost 2´5´oligoadenylátu, který je syntetizován 2´5´oligoadenylát syntetázou pouze v přítomnosti virové dsRNA v buňce. OAS konvertuje ATP na pyrofosfát a 2´5´vázaný oligoadenylát, který se váže na RNásu L. Ta je aktivována dimerizací a štěpí všechny RNA molekuly v buňce, což vede k apoptóze. [6]

- RNA specifická adenosine deamináza (ADAR): C´konec obsahuje katalytickou deaminázovou doménu a N´konec rozpoznává dsRNA. ADAR mění deaminací adenosin za inosin na RNA. Dochází k narušení fyziologického A:U párování, což vede k nestabilitě, inosin je podobný cytosinu a to vede ke změně párování a z A:U páru se stává C:G pár. Obojí může vést ke změnám ve funkci a struktuře proteinu. ADAR je enzym mající v buňce vice funkcí, není tedy výhradně proteinem pro antivirovou odpověď buňky. [7]